# Ankola
Ankola è una suddivisione dell'India, classificata come town panchayat, di 14.306 abitanti, situata nel distretto del Kannada Settentrionale, nello stato federato del Karnataka. In base al numero di abitanti la città rientra nella classe IV (da 10.000 a 19.999 persone).

## Geografia fisica
La città è situata a 14° 40' 0 N e 74° 17' 60 E e ha un'altitudine di 16 m s.l.m..

## Società

### Evoluzione demografica
Al censimento del 2001 la popolazione di Ankola assommava a 14.306 persone, delle quali 7.132 maschi e 7.174 femmine. I bambini di età inferiore o uguale ai sei anni assommavano a 1.455, dei quali 759 maschi e 696 femmine. Infine, coloro che erano in grado di saper almeno leggere e scrivere erano 11.188, dei quali 5.890 maschi e 5.298 femmine.